# هدسون سنودن مارشال
هدسون سنودن مارشال (بالإنجليزية: Hudson Snowden Marshall)‏ هو محامي أمريكي، ولد في 15 يناير 1870 في بالتيمور في الولايات المتحدة، وتوفي في 29 مايو 1931 في مانهاتن في الولايات المتحدة.